# Rubus anhaltianus
Rubus anhaltianus är en rosväxtart som beskrevs av Heinrich E. Weber. Rubus anhaltianus ingår i släktet rubusar, och familjen rosväxter. Inga underarter finns listade i Catalogue of Life.